# Cocaine
Cocaine ist ein Rocksong, der 1976 von J.J. Cale geschrieben und veröffentlicht wurde. Der Song erreichte Platz 22 der deutschen Singlecharts, Platz zwei in der Schweizer Hitparade und positionierte sich auf Rang fünf der österreichischen Singlecharts. Eine der bekanntesten Interpretationen des Lieds stammt von Eric Clapton.

## Rezeption
Eine Live-Interpretation erschien auf den Alben The Fool Circle und Snaz der schottischen Rockband Nazareth. 1988 nahm die Band Old Lady Drivers den Song für ihr gleichnamiges Debütalbum auf. Andy Taylor, Gitarrist der Gruppe Duran Duran, nahm den Song für sein 1990 veröffentlichtes Soloalbum Dangerous auf. 2008 verwendete die Country-Musikerin Gretchen Wilson die Zeile „she don’t lie, she don’t lie, she don’t lie“ für ihren Song Work Hard, Play Harder. 2011 erschien Cocaine als Bonustrack des Albums Re:(Disc)overed der Band Puddle of Mudd.
Der Song war Teil des Soundtracks der Filme Starsky & Hutch von 2004 sowie Lord of War – Händler des Todes und Bad News Bears von 2005. 

## Eric Claptons Interpretation
1977 coverte Clapton das Lied für sein Studioalbum Slowhand; seine Version erreichte jedoch erst 1980 als Singleauskopplung aus dem Album Just One Night die Charts. Allmusic-Kritiker Stephen Thomas Erlewine fand, dass der Titel in Claptons Version „entspannt“ sei. Richard Gilliam von Allmusic bezeichnete das Lied als einen von vielen andauernden Clapton-Hits und vermerkt: „Selbst für einen Künstler wie Clapton, der immer hochwertige Arbeit abliefert, ordnet sich Cocaine ganz oben ein.“ Das Cover erreichte Platz 30 der Billboard Hot 100 in den Vereinigten Staaten. In Kanada erreichte die Single Platz zwei der CHUM- und Platz drei der RPM-Top-Singles-Chart. Eric Clapton selbst beschreibt das Lied als einen Anti-Drogen-Song und bezeichnete ihn als „ziemlich clever gegen Kokain“. Wegen der doppelten Bedeutung des Lieds trug Clapton den Song lange nicht in der Öffentlichkeit vor. Seit einigen Jahren spielt er den Song jedoch wieder und fügt auf Konzerten den Text „that dirty cocaine“ ein, um die Anti-Drogen-Botschaft des Songs hervorzuheben.
Auszeichnungen für Musikverkäufe

| Land/Region                  | Auszeichnungen für Musikverkäufe (Land/Region, Auszeichnung, Verkäufe) | Verkäufe |
| ---------------------------- | ---------------------------------------------------------------------- | -------- |
| Dänemark (IFPI)              | Gold                                                                   | 45.000   |
| Italien (FIMI)               | Gold                                                                   | 25.000   |
| Kanada (MC)                  | Gold                                                                   | 75.000   |
| Neuseeland (RMNZ)            | 2× Platin                                                              | 60.000   |
| Spanien (Promusicae)         | Gold                                                                   | 30.000   |
| Vereinigtes Königreich (BPI) | Gold                                                                   | 400.000  |
| Insgesamt                    | 5× Gold · 2× Platin ·                                                  | 835.000  |

Hauptartikel: Eric Clapton/Auszeichnungen für Musikverkäufe